# 賀古鶴所
賀古 鶴所（かこ つるど、1855年2月18日〈安政2年1月2日〉 - 1931年〈昭和6年〉1月1日）は、明治期から昭和初期の医師。日本陸軍軍医で日本に耳鼻咽喉科学をもたらした。歌人として常磐会を開催する。遠江国の出身。恩賜財団済生会病院の発起人の一人。

## 経歴
1855年2月18日（（旧暦）安政2年1月2日）、遠江浜松藩の藩医賀古公斎と母カネ子の間に5人兄弟の長男として生まれる。幼名を銀弥といい、松雲と号した。明治維新後の転封（鶴舞藩）に伴い千葉県市原に転居。1870年（明治3年）藩主井上正直の命により江戸に遊学し箕作秋坪の塾に学び、第一大学区医学校に入学。在籍中の1881年（明治14年）に25歳で結婚し、翌7月、陸軍依託生として同じ陸軍軍医になる菊池常三郎・森林太郎（鷗外）・小池正直等と東京大学医学部を卒業すると、直後に陸軍軍医に任官した。賀古は森林太郎より7歳年長で入学は2年早かったが、何らかの理由で進級が遅れ同期卒業となり、寄宿舎では同部屋であったことから林太郎は賀古を友として終生信頼した。なお、鷗外を陸軍軍医に勧めたのは賀古とも言われている。1922年の鷗外の死にあたって、遺言の口述筆記にたずさわる。鷗外の遺志に反して、死後は森家の遺族に冷淡であったと鷗外の次女・小堀杏奴は賀古に対する不信をその著書に書き記している。
大学卒業後はしばらく東京大学医学部緒方正規に師事し細菌学を学び、陸軍軍医学校教官を拝命すると細菌学を教える。その後、内務卿山県有朋の知遇を得ると1888年（明治21年）山県渡欧の際同行し、翌年までドイツに留まりベルリン大学で耳鼻咽喉科学を修めた。帰国後は、日本で最初の近代医学に基づく耳鼻咽喉科医師として、復職した軍医学校で教えると共に1890年（明治23年）2月12日から日本赤十字社病院（日赤病院）において耳鼻咽喉科外来診察を受け持った。1896年（明治29年）には日本の精神科の開拓者で東京帝国大学医科大学（明治20年学制改制により東京大学医学部より変更）教授であった榊俶（さかき はじめ）が食道癌に罹った際、賀古が東京慈恵医院医学校教授金杉英五郎と共に日赤病院部長として手術を執刀した。なお、この間1894年（明治27年）歩兵第三連隊付き軍医として日清戦争に従軍した。
優秀な医師が不足していた当時、軍医の個人医院開業は1899年（明治32年）に正式に開業禁止されるまで許されており、1892年（明治25年）賀古も東京市神田区小川町に「賀古耳科院「を開いた。1896年（明治29年）、第5師団軍医部長を命じられたが東京を離れることを嫌い休職、陸軍武官官等表改正により陸軍二等軍医正に改定。45歳の1901年（明治34年）、依願退職によって予備役に編入し正五位を叙勲、賀古耳科院の経営に専心した。ただし、1904年（明治37年）日露戦争に際しては山県有朋の申し出により軍医に復し、従軍中に陸軍一等軍医正に昇格した。第一師団司令部付の50歳で召集が解除され陸軍軍医監に昇進、58歳で退役。
1931年（昭和6年）1月1日脳溢血により急逝、享年75歳。墓所は駒込吉祥寺、法名は翠厳院玄雲鶴所居士。軍医としての最終階級は軍医監（明治30年軍制改革前の階級で大佐相当）であった。
賀古は上総の軽井沢と呼ばれる日在村（現千葉県いすみ市）に別荘「鶴荘」を持っていたが、その隣に鷗外の別荘「鷗荘」があり、同地には野間清治・石井菊次郎・与謝野晶子等の別荘もあったと伝えられる。

## 常磐会
賀古は医学部の仲間や鷗外と歌の交換をしている。井上通泰から白魚を贈られて賀古が返礼につづった歌を聞くと、鷗外が一首詠み、手紙でその歌を受けた妹の小金井喜美子が返歌を書いたものが伝わっている。
賀古
隅田川 桜のもとに 舟うけて かすみの中にくみし白魚か
鷗外
春川の 日影にはえて さらさらと あみをすべりし 白魚やこれ
小金井喜美子
ゆくりなく 汚れし耳を 洗ひけり かげもすみ田の花のした水
軍医長時代の賀古は中国へ出発する鷗外を歌で送った。
賀古
船出する 宇品の島も 霞みけり 遙かに君を 送るにやあらん
鷗外
さらばさらば 宇品島山 なれもまた 相見ん時は いかにかあるべき
賀古と鷗外は1906年（明治39年）6月10日、佐々木信綱・小出粲（こいで つばら）・大口周魚・井上通泰を浜町の『常磐』と言う料亭に招き、新しい短歌会を興すことを諮った。当時短歌は旧派（桂園派の流れ）と新派（正岡子規・根岸短歌会など）に分裂しており、常葉会は短歌会の調和を諮ることを目的として1906年（明治39年）9月23日に第1回歌会が賀古邸で開かれる。月1回、第2土曜日に山県有朋の支援を受けて飯田町の賀古邸と山県の椿山荘あるいは古稀庵で原則隔月に催した。入撰作を纏めた『常磐会詠草』は第1編発刊の1909年（明治42年）から1917年（大正6年）12月まで全5巻刊行され、集まりは山県が亡くなる（1922年（大正11）2月）まで185回続いている。

### 常磐会詠草掲載短歌
賀古鶴所作
- はしためを あなづりがほに 小鼠の かまどのかげに 見えがくれする
- まがねふく けぶりに枯れぬ しらくもの 日ごとやどりし たにの老杉
- 曲玉も ほればいづとふ をかのべに かみ代のすぎの かみさびてたつ
- つなぎ綱 たたれて海に すすみいでし 舟のへさきに しらなみぞたつ
- 冬枯の いてふの老木 さむげにも ぬけいでてみゆる うぶすなのもり

### 鷗外作品における賀古鶴所
『ヰタ・セクスアリス』（1909年（明治42年）発表、鷗外の自伝小説）に賀古は"古賀鵠介"と言う名前で登場。
ドイツ留学体験を下敷きにして執筆された短編小説 『舞姫』（1890年（明治23年）発表）に登場する相澤謙吉は賀古がモデルと言われている。また、同小説に登場する天方伯爵は山県有朋がモデルとされる。

## 栄典
位階
- 1896年（明治29年）3月24日 - 正六位[26]

勲章等
- 1895年（明治28年）
  - 9月20日 - 単光旭日章・功四級金鵄勲章[27]
  - 11月18日 - 明治二十七八年従軍記章[28]

## 著書
- 「吃の匡正法」『千葉醫學會雜誌』第6号、日本医史学会、1892年6月5日、4頁、NCID AN00193455、2018年3月30日閲覧。
- 賀古鶴所[編]『耳科新書（前）』賀古鶴所、1893年。2018年3月30日閲覧。
- 賀古鶴所[編]『耳科新書（後）』賀古鶴所、1894年。2018年3月30日閲覧。
  - 賀古鶴所[編]『耳科新書』（4版）吐鳳堂、1907年。2018年3月30日閲覧。
- 賀古鶴所[述]、中川恭次郎[編]『耳之衛生』博文館〈家庭衛生講話 第6編〉、1908年。 NCID BA75798079。OCLC 673334974。2018年3月30日閲覧。

### 共著
- 菊池常三郎[編]『実用外科各論』回生堂、1897年。2018年3月30日閲覧。[29]

### 翻訳
- フリードリヒ・ケルマン[著]、賀古鶴所[訳]、Kehrmann, Friedrich『歇爾曼氏生理学』刀圭書院、1882年。OCLC 673300824。
- パイペル[著]、賀古鶴所[訳]『産婦備用』（2版）後凋閣、1887年。OCLC 673329910。[30]

## 家族
父：賀古公斎
次弟：賀古篤男（夭逝）
三弟：賀古桃次（愛知県立医学専門学校教授）
妻：賀古啓子（医師・柳慎斎の四女
養女：かつら（桃次の娘、鷗外晩年の主治医額田晉に嫁ぐ）
甥：明（桃次の息子）

## 参考資料
- 賀古鶴所『森鷗外遺言書 賀古鶴所筆[複写]』島根県立図書館[収蔵]。 - 「遺言書」2枚を収めた原寸大写真1枚
- 木村繁、飯塚啓介「初期の耳科喉頭科診療について」『日本耳鼻咽喉科学会会報』第93巻、1990年、1623頁、doi:10.3950/jibiinkoka.93.10sokai_1623、ISSN 0030-6622、2018年3月27日閲覧。
- 夏目漱石ほか、日本近代文学館[編]「１章 世間も真ノ開化ニハなり兼候様子也（成島柳北）―福地桜痴から賀古鶴所まで（幕末‐）」『明治の文人たち : 候文と言文一致体』1号〈日本近代文学館資料叢書 : 第2期 . 文学者の手紙〉、2008年。ISBN 9784891779795。 NCID BA85512376。
- “平成28(2016)年度コレクション展「賀古鶴所という男／一切秘密無ク交際シタル友」” (2016年). 2018年3月28日閲覧。 - 文京区立森鷗外記念館で2016年12月9日から2017年1月29日に「賀古鶴所という男／一切秘密無ク交際シタル友」展を開催。
  - 森鷗外、賀古鶴所、文京区立森鷗外記念館[企画・編集]『賀古鶴所』文京区立森鷗外記念館〈森鷗外宛書簡集 1〉、2017年、141頁。 NCID BB23889179。 - ふたりが交わした書簡250通以上より文京区立森鷗外記念館所蔵分の解説。